# Hydatius
Hydatius (ca. 400 - 469) was bisschop van Aquae Flaviae (het tegenwoordige Chaves in Portugal) in de Romeinse provincie Gallaecia. Hydatius is vooral bekend geworden vanwege zijn kronieken over zijn eigen tijd, die ons zeer goede informatie geven van de geschiedenis van Spanje in de vijfde eeuw.
Hij schreef over zichzelf dat hij als jongen een reis maakte naar Egypte en het Heilig Land; hij ontmoette er de kerkvader Hiëronymus, een gebeurtenis die hem sterk heeft beïnvloed. Hij verzette zich tegen het opkomende rijk van de Sueven. Hierdoor bracht hij de laatste maanden van zijn leven in de gevangenis door op bevel van Frumar, koning der Sueven. Omwille van de verdwenen macht van het West-Romeinse rijk en diens vervanging door het rijk van de Sueven in Galicië, schreef hij meermaals over de Apocalyps.